# (143707) 2003 UY117
(143707) 2003 UY117 est un objet transneptunien en résonance avec Neptune, il mesurerait  environ 290 km de diamètre.